# Phenylhydrazin
Phenylhydrazin er et kemisk stof bestående af en benzenring (phenyl-) og en sidekæde bestående af to nitrogenatomer med tilknyttede hydrogenatomer, kaldet en hydrazin.
Derivater af phenylhydrazin findes i champignon.